# Liljeholmens municipalhus

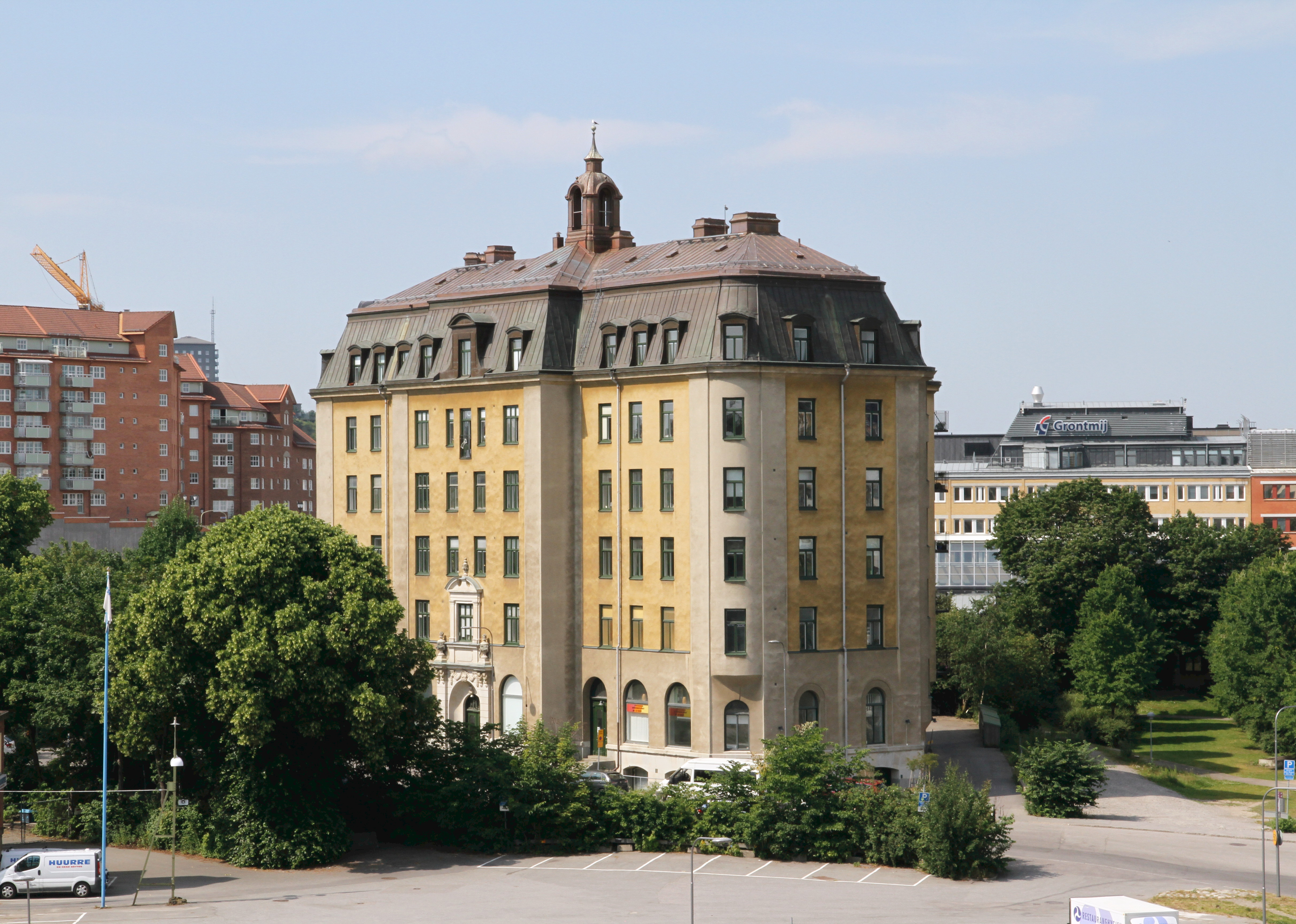
Före detta Municipalhuset i Liljeholmen

Liljeholmens municipalhus (Municipalhuset) är ett bostadshus och tidigare kommunhus vid nuvarande Liljeholmsvägen 8 i Liljeholmen i södra Stockholm. Huset är grönmärkt av Stadsmuseet i Stockholm vilket innebär ”särskilt värdefulla från historisk, kulturhistorisk, miljömässig eller konstnärlig synpunkt”.

## Beskrivning
Huset är gestaltat i jugendstil och uppfördes  1904–1906 efter ritningar av Dorph & Höög i Kvarteret Stora Katrineberg. Utmärkade för huset är tornet på taket och ingångsportalen i barockstil.
Huset kom att ersätta Stora Katrinebergs gårds roll som plats för administrationen i municipalsamhället. Huset hade flera funktioner utöver kommunala institutioner. Här fanns apotek, postkontor, pastorsexpedition, barnmorska, tandläkare, polisstation och bankkontor. Större delen av huset upptogs dock av bostäder. Byggnaden uppmärksammades för sina sju våningar som ansågs mycket högt vid sin tid.
År 1913 blev Brännkyrka landskommun och Liljeholmens municipalsamhälle inkorporerade i Stockholms stad. Vid inkorporeringen var Liljeholmen Sveriges största municipalsamhälle med 9 000 invånare. Municipalhuset blev då ett hyresbostadshus med kontors- och affärslokaler i de nedre delarna.

### Bilder

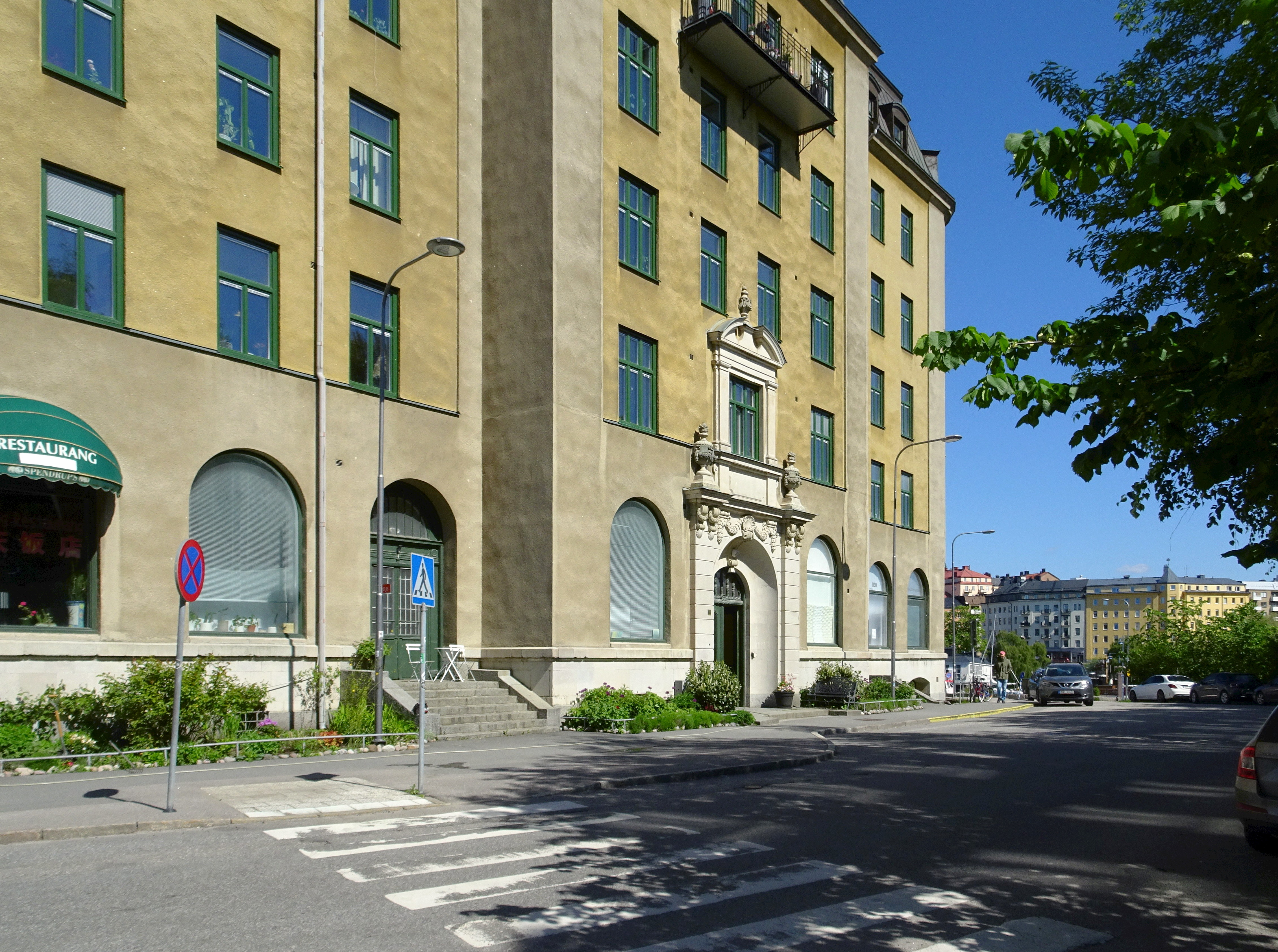
Liljeholmsvägen 8.
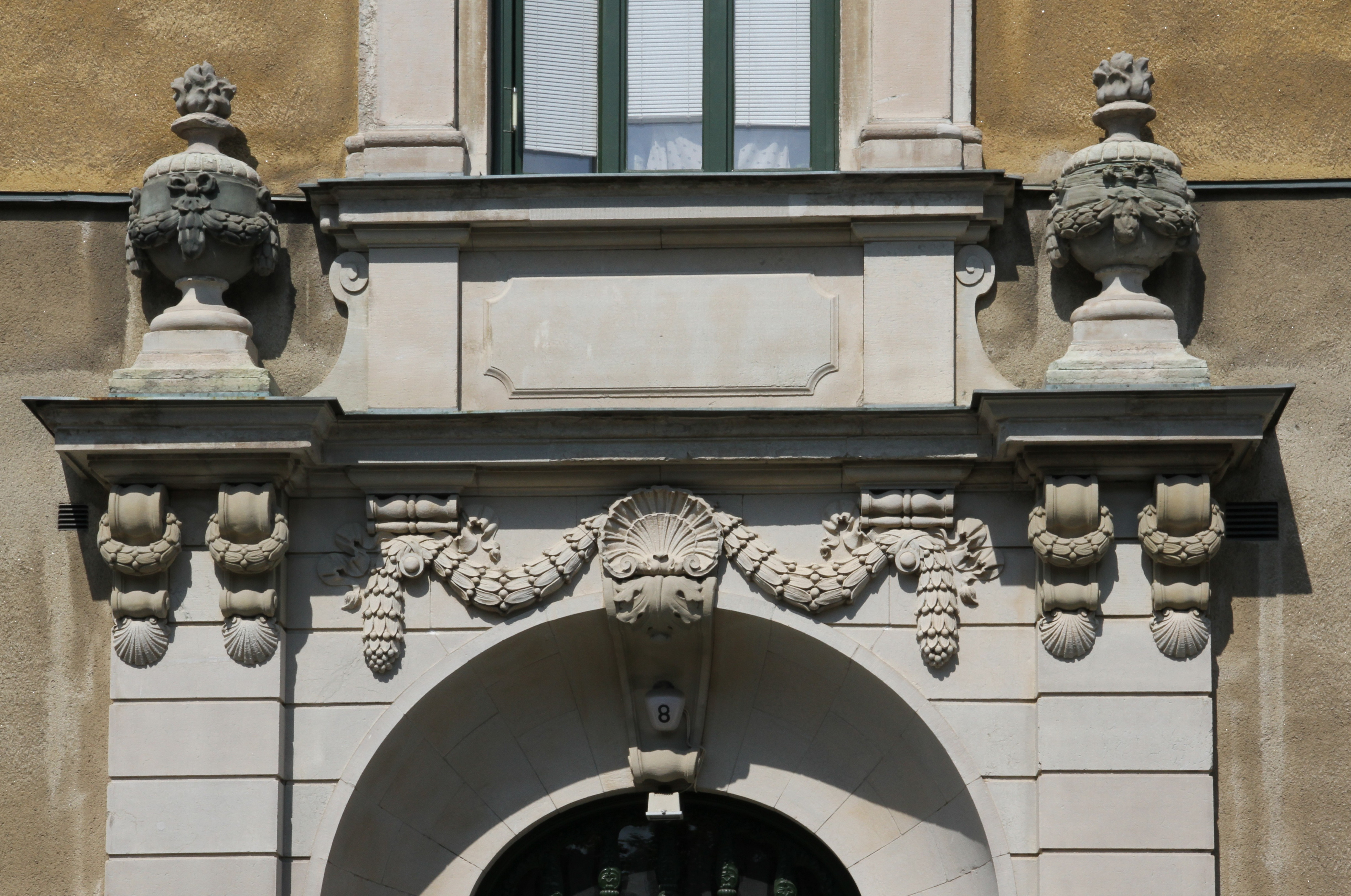
Portalen.
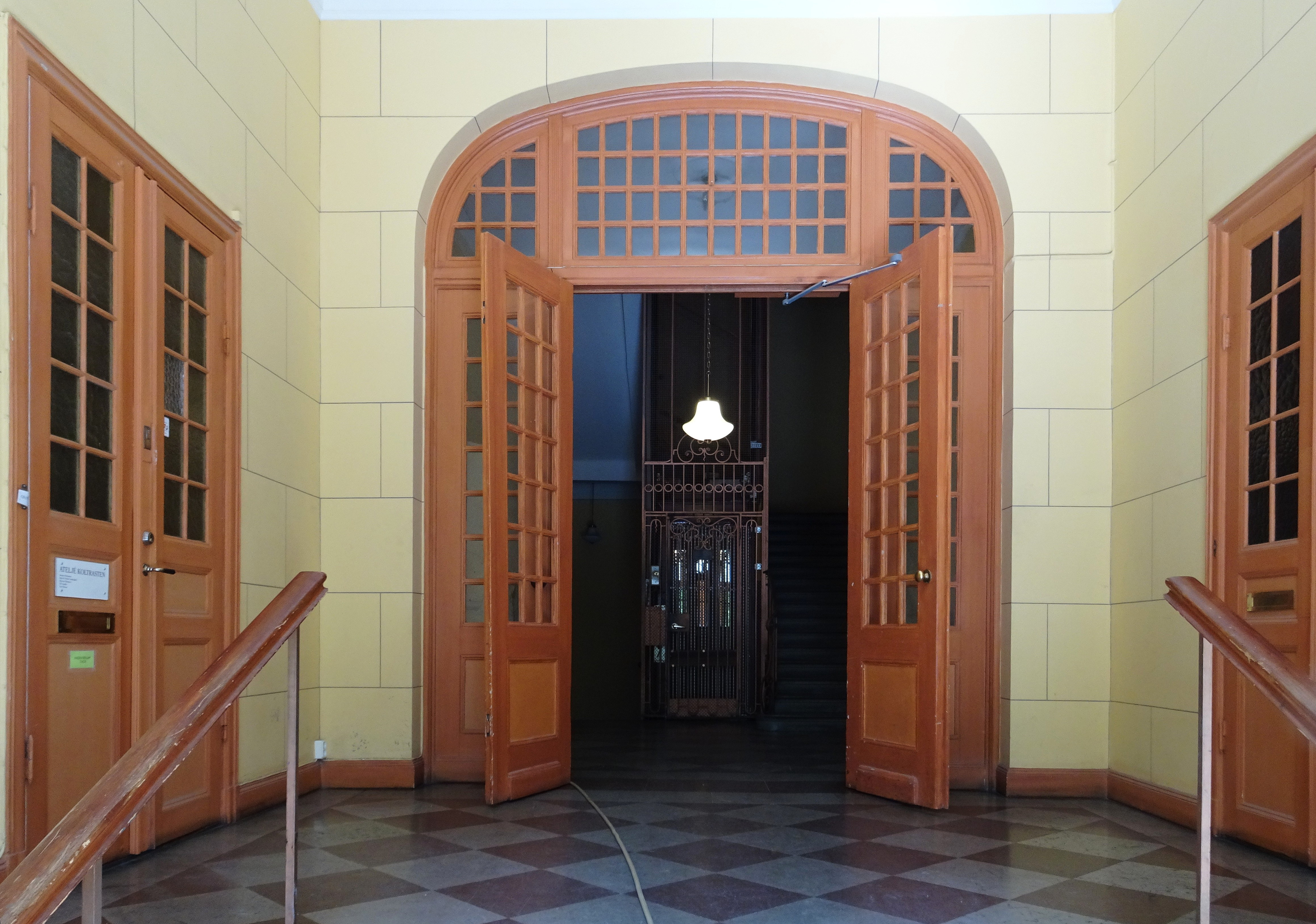
Entréhallen.
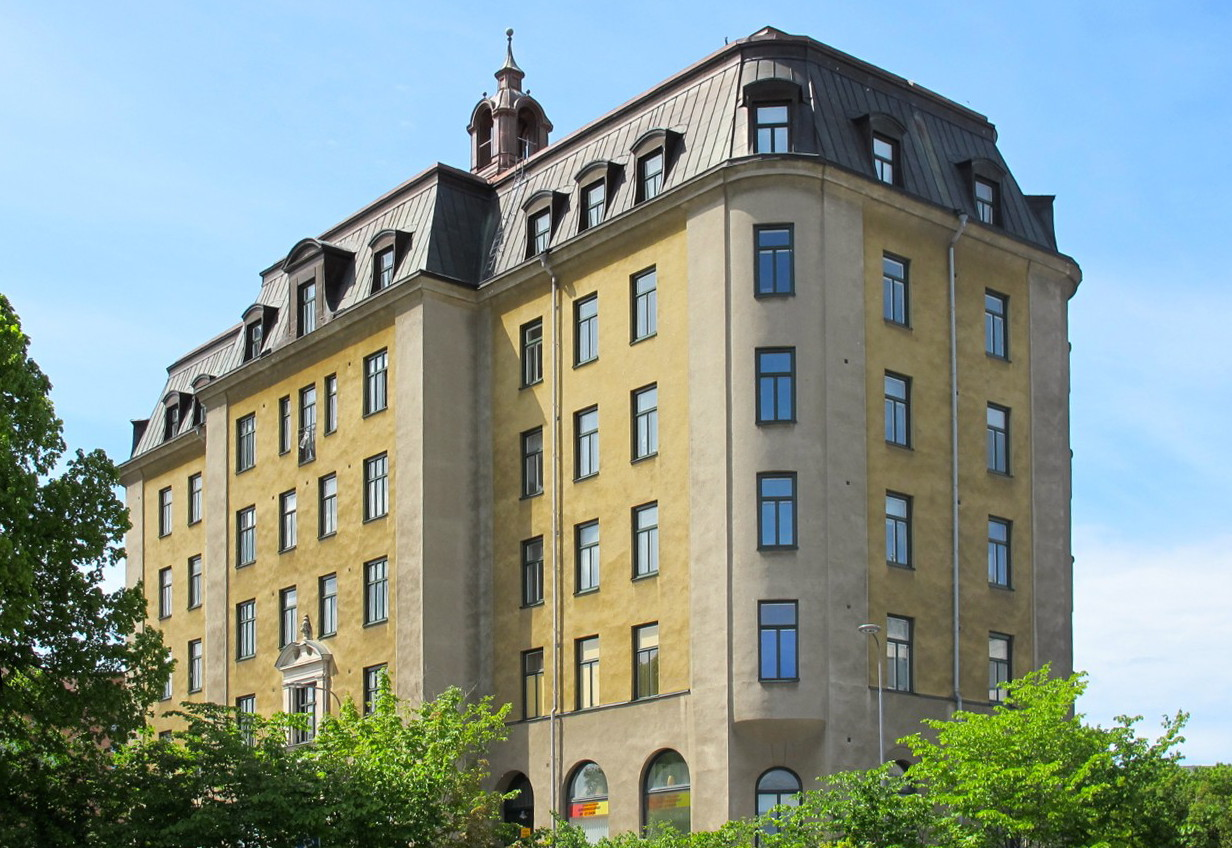
Fasad mot söder.